# Joan del Alcàzar
Joan del Alcàzar Garrido (Valencia, 1954) es catedrático de Historia Contemporánea de la Universidad de Valencia, exdirector del Centre Internacional de Gandia, autor de libros de ensayo, y perito de la acusación del sumario que instruía el juez Baltasar Garzón contra Augusto Pinochet por genocidio.

## Datos académicos
Obtuvo el premio extraordinario de Licenciatura y el premio extraordinario de Doctorado. Su actividad investigadora se desarrolló en una primera fase por medio de trabajos referidos al País Valenciano durante el primer tercio del siglo XX, pero las últimas dos décadas las ha dedicado a la investigación sobre la historia de América Latina en general y a la de Chile en particular.
Ha actuado como profesor invitado en diferentes universidades españolas extranjeras. Entre estas últimas, cabe citar la University of Virginia en EE. UU.; la Universidade de Sao Paulo, la Universidade Estadual Paulista, la Universidade Federal de Paraíba, la Universidade Federal de Rio Gran do Nord, en Brasil; la Universidad Iberoamericana, la Benemérita Universidad Autónoma de Puebla y la Faculdad Latinoamericana de Ciencias Sociales (FLACSO), en México; la Pontificia Universidad Católica y la Universidad de Santiago, en Chile; y la Université de Paris-Nanterre, en Francia.
Como docente, ha sido vicedecano de la Facultat de Geografia i Història de la Universidad de Valencia, vicerrector de Profesorado de la Universidad de Valencia, director de la Universitat d'Estiu de Gandia y director del Centre Internacional de Gandia de la Universidad de Valencia.

## Publicaciones
Ha publicado diferentes libros y artículos en España, México, Argentina, Chile y Brasil. Es coautor de una 'Historia Contemporánea de América Latina'.

## Caso Pinochet
En 1998 fue perito de la acusación ante la Audiencia Nacional de España, en el Sumario 19/97 Terrorismo y Genocidio 'Chile-Operativo Condor', que instruía el juez Baltasar Garzón contra Augusto Pinochet y otros por genocidio, terrorismo y torturas.